# Atletismo nos Jogos Mundiais Militares de 2011 - 5000 m feminino
A competição dos 1500 metros rasos masculino nos Jogos Mundiais Militares de 2011 aconteceu nos dias 21 e 23 de julho no Estádio Olímpico João Havelange.

## Medalhistas[1]
| Ouro   | BRN Shitaye Habtegebrel |
| Prata  | BRN Tejitu Chalchissa   |
| Bronze | UGA Rebecca Cheptegei   |

## Final[1]
| Pos.              | Atleta                  | País           | Tempo    | Notas |
| ----------------- | ----------------------- | -------------- | -------- | ----- |
| Medalha de ouro   | Shitaye Habtegebrel     | Bahrein        | 15:52.84 |       |
| Medalha de prata  | Tejitu Chalchissa       | Bahrein        | 15:54.51 |       |
| Medalha de bronze | Rebecca Cheptegei       | Uganda         | 16:00.26 |       |
| 4                 | Bouaasayriya Kaltoum    | Marrocos       | 16:09.72 |       |
| 5                 | Clawdette Mukasakindi   | Ruanda         | 16:22.08 |       |
| 6                 | Yanan Wei               | China          | 16:28.82 |       |
| 7                 | Samira Mezenghrane      | França         | 16:31.41 |       |
| 8                 | Chuan Luo               | China          | 16:50.95 |       |
| 9                 | Hasnaoui Hajiba         | Marrocos       | 16:56.88 |       |
| 10                | Rocquain Alice          | França         | 16:58.66 |       |
| 11                | Amira Ben Amor          | Tunísia        | 17:01.58 |       |
| 12                | Prundus-Botezan Mihaela | Roménia        | 17:35.85 |       |
| 13                | Sitan Bouare            | Mali           | 18:28.76 |       |
| 14                | Ilsida Toemere          | Suriname       | 19:01.53 |       |
| 15                | Celine Best             | Canadá         | 19:51.24 |       |
| 16                | Nyarai Catsande         | Zimbabwe       | 20:14.64 |       |
| 17                | Tovanovic Nevena        | Sérvia         | 20:16.60 | SB    |
|                   | Iness Chemonges         | Quênia         | DNF      |       |
|                   | Georgette Mink          | Canadá         | DNF      |       |
|                   | Zalia Aliou             | Togo           | DNS      |       |
|                   | Kelly Calway            | Estados Unidos | DNS      |       |
|                   | Rasa Drazdauskaite      | Lituânia       | DNS      |       |